# 53-й Киргизский кавалерийский полк

53-й Киргизский кавалерийский полк (сокр. 53-й Ккп, в/ч 6594) после 1939 года 112-й горнокавалерийский полк — воинская часть в составе РККА основанная в 1925 году. Созданная на основе 1-го Кара-киргизского полка
В 1933-м году на основании приказа РВС СССР № 0128 полку были назначены сразу два годовых полковых праздника:

— 1 августа — полковой праздник

— 15 ноября — праздник «в память окончательного сформирования Киргизских национальных частей».

## Преобразования
- 27 июля 1925, развёрнут Киргизский отдельный национальный кавалерийский полуэскадрон.
- 1 сентября 1925 полк был переименован в Киргизский отдельный национальный кавалерийский эскадрон
- 1 октября 1927 года переобразован в Киргизский отдельный национальный кавалерийский дивизион.
- 15 мая 1932 года полк был включён в состав 8-й отдельной кавалерийской Туркестанской бригады
- 1 октября 1932 года до июля 1936 полк именовался как Киргизский кавалерийский территориальный полк 8-й горнокавалерийской Туркестанской дивизии
- С июля 1936 до 1 марта 1938 дивизия именовалась как 53-й кавалерийский Киргизский территориальный полк 21-й горнокавалерийской Туркестанской дивизии САВО
- 1 марта 1938 года 53-й Кыргызский кавалерийский территориальный полк реорганизован в 53-й кавалерийский Киргизский полк (в/ч 6594) 21-й горнокавалерийской Туркестанской дивизии САВО.
- с 8 октября 1939 года 53-й кавалерийский Киргизский полк переобразован в 112-й горнокавалерийский полк 21-й горнокавалерийской Туркестанской дивизии[2][3].

## История
До 1925 года первой регулярной воинской частью на территории нынешнего Кыргызстана был 1-й Кара-киргизский полк Сулаймана Кучукова. Вскоре, в июне 1920 года его полк вошел в состав Ферганской кавалерийской бригады под командованием Эрнеста Кужелло которая на тот момент активно занималось ликвидацией Басмачества на юге Киргизских земель.
Его полк был расформирован, но он стал основой новосозданного в 1925 году Кыргызского отдельного кавалерийского эскадрона. В 1932 году эскадрон был преобразован в 53-й Кыргызский кавалерийский полк. В этом же году Сулайман Кучуков погиб.
В 1990-м году полк был упомянут в статье «Командир красного полка» газеты «Советский Кыргызстан», в котором предлагалось переименовать Бишкекское военное училище в честь Сулаймана Кучукова.
На основании приказа по войскам СаВО от 1 октября 1927 года, Киргизский отдельный национальный кавалерийский эскадрон и Киргизская национальная кавалерийская школа по подготовке младшего начсостава слиты в новую в/ч — Киргизский отдельный национальный кавалерийский дивизион.
В 1929-м году дивизон принял участие в учениях СаВО под Тедженом, в составе сил 8-й отдельной кавалерийской Туркестанской бригады.

### Чаткальская операция (1929)
В 1929-м году дивизион временно был разделён на два сводных отряда для ликвидации басмаческих отрядов в долине реки Чаткал. Первый отряд под командованием краскома Цейера имел при себе 75 сабель и два ручных пулемёта, второй отряд под командованием комвзвода Кузембаева имел 48 сабель. Перед ними стояла задача совершая переброску через высокогорные перевалы — не допустить встречного прорыва Басмаческих банд.
7-го октября 1929 в ущелье Найза разбиты Басмачи численностью в 80 человек.
19-го октября в ущелье Шаар реки Кашка-Суу перебито 100 басмачей под именем их вожака Истанбека.
24-го октября у населённого пункта Ранджит разбиты 200 басмачей вожаков Мадумара, Истанбека, Насыр-хан-Тюря.
21-го ноября в ущелье Сары-Камыш настигнуты и добиты остатки басмаческих банд Мадумара, Истанбека и Насыр-хана и эта победа способствовала окончательному разгрому басмачества в Чаткальской долине Киргизии.

### Таласская операция
Вторая боевая операция, в которой участвовал Киргизский отдельный национальный кавалерийский дивизион,- против басмаческих банд Суеркула, Кадырбая Укуева и Разумата вспыхнула в Таласской долине.
На борьбу с басмачеством в район Аулие-Аты был отправлен сводный эскадрон состоящий из 85 сабель и 3 ручных пулемётов под командованием краскома Семёна Мироновича Швецова.
23-го марта 1930 года в ущелье реки Ур-Марал эскадрон разбил банду басмачей численностью в 200 человек.
25-го марта в ущелье реки Кара-Гоин в сабельной схватке было перебито 60 басмачей и сам курбаши Шадыбек, а ещё 52 взято в плен.
26-го марта в ущельях Кара-Гайлы и Чиим-Таш уцелевшие басмаческие банды сгруппировались в покрытом снегом урочище Беш-Коль. Штурм Беш-Коля начался на рассвете 28 марта 1930 года, кавалеристы убили 120, и 156 взяли в плен. Операция по ликвидации Басмаческого движения была окончена.

### Ошская операция
Август-сентябрь 1930-го года, Басмаческие банды Ады-Ходжаева прорвались из северо-западных провинций Китая, в Ошскую область Кыргызстана. Дивизион выделил один сводный отряд для ликвидации под командованием С. М. Швецова, в отряде было 130 сабель и 6 ручных пулемётов.
Путь кавалеристы проследовали по жд Пишпек-Карасу а далее походным маршем. В городе Ош они получили боевую задачу выбить басмачей с перевала Аджике, однако к тому моменту уже перевал был захвачен. Кавалеристам пришлось срочно организовывать погоню чтобы не позволить Басмачам численностью в 200 человек беспрепетственно уйти за кордон.
Басмачи были настигнуты 14 августа в ущелье реки Дунгарма, начавшийся там бой продолжался в течение двух дней, в хоте боёв погибло 25 басмачей, остальные бежали с поля боя. 18 августа остатки были настигнуты, бой произошёл у реки Дунгорма, убито 44 басмачей включая курбашей Мидибая и Самамата. Кыргызскими кавалеристами захвачено 18 винтовок.
За успешное руководство операциями по подавлению басмаческого движения в 1930 году на юге Кыргызстана, краском С. М. Швецов был награждён третьим по счёту орденом красного знамени.

### Алайская операция
Четвёртая боевая операция была проведена с 15 мая по 16 июня 1931 года, дивизион в полном составе был переброшен в Ошскую область, цель дивизии — не позволить басмачам проникнуть из Таджикистана в Алайскую долину.
К началу 1930 года в полку имелись два кавалёра ордена Красного Знамени СССР — Терекбаев и Токтагунов.
15 мая 1932 года полк был включён в состав 8-й отдельной кавалерийской Туркестанской бригады, и в тот же самый день был привлечён к участию в сборе этого соединения. В частности, Кыргызский полк проэкзаменовали так называемым стрелково-тактическим осмотром (с общей оценкой «хорошо»!). Одновременно сводный эскадрон Кыргызского полка убыл в район высокогорных узбекских кишлаков Шахимардан, Вуадиль и Охна, где принял участие в бригадных манёврах.

## 112-й горнокавалерийский полк
Приказом комдива-21 от 8 октября 1939 года, 53-й кавалерийский Киргизский полк был преобразован в 112-й горнокавалерийский полк 21-й горнокавалерийской Туркестанской дивизии САВО. По итогам 1938—1939 учебного года 11-й гкп занял первое место в своём соединении по боевой и политической подготовке, за что приказом командира комдива-21 от 4 ноября 1939 как победитель социалистического соревнования был удостоен высокой почётной награды — Переходящего знамени дивизии. И как настаивает Исторический формуляр части, во многом обусловлен этот успех был именно фактом создания в полку в 1938/1939 учебном году «полнокровных партийных и комсомольских организаций».

### 1940 год
1940 год для 112-го горнокавалерийского полка начался с развёртывания, согласно временному штату мирного времени за № 6/33 от 17 января 1940 года. Так, в составе части были созданы:

- Полковая артиллерийская батарея. (Кадровый состав для укомплектования батареи был выделен из 22-го отдельного конно-артиллерийского дивизиона (Ферганский военный гарнизон) 21-й горнокавалерийской Туркестанской дивизии
- 4-й сабельный эскадрон четырёхвзводного состава
- 4-й сабельный взвод в 1-м, 2-м и 3-м сабельных эскадронах
- 2-й огневой взвод 76-мм полковых пушек в составе полковой артиллерийской батареи
- миномётный взвод (82-мм миномёты) в составе пулемётного эскадрона
- миномётное отделение

На укомплектование этих новых подразделений в июне-июле 1940 года были направлены 320 новобранцев.
В ноябре 1940 года был расформирован 2-й учебный сабельный взвод которым командовал лейтенант Борисенков.

## Структура
В 1935 году Киргизский кавполк был перерайонирован, его подразделения дислоцировались по следующей схеме.

• 1-й Сабельный эскадрон (Беловодское)

• 2-й Сабельный эскадрон (Кант)

• 3-й Сабельный эскадрон (Кемин)

• 4-й Сабельный эскадрон (Кара-Балта)

• Пулемётный эскадрон (Ала-Арча)

• Взвод связи (Кант)